# Ľudovít Venutti (1920)
Ľudovít Venutti [ľudovít venuty] (11. října 1920 – 16. listopadu 2002) byl slovenský fotbalový útočník a reprezentant.
Jeho syn Ľudovít Venutti (* 26. července 1944) je hokejovým trenérem.

## Hráčská kariéra
V československé lize hrál za ŠK Baťovany, vstřelil celkem tři prvoligové branky.
Za války nastupoval ve slovenské lize za OAP Bratislava a DSK Bratislava, s vojenským oddílem se stal v sezoně 1942/43 mistrem Slovenska.

### Reprezentace
Jako hráč DSK Bratislava (Deutscher Sportklub) třikrát reprezentoval Slovensko, aniž by skóroval. Debutoval 6. června 1943 v Bratislavě proti Chorvatsku (prohra 1:3), naposled reprezentoval proti stejnému soupeři 9. dubna 1944 v Záhřebu (prohra 3:7).

### Prvoligová bilance
| Ročník             | Zápasy | Góly | Minuty | Klub        |
| ------------------ | ------ | ---- | ------ | ----------- |
| I. liga 1945/46    | 9      | 3    | –      | ŠK Baťovany |
| CELKEM I. ČS. LIGA | 9      | 3    | –      |             |